# Marija Čolić
Marija Čolić (født 12. April 1990) er en serbisk håndboldspiller som spiller i OGC Nice Côte d'Azur Handball og Serbiens håndboldlandshold.
Hun deltog under EM i håndbold 2016 i Sverige.